# Ashmeadea
Ashmeadea  (лат.) — род равнокрылых насекомых из семейства горбаток (Smiliinae, Membracidae).
Неотропика и Неарктика. Развиваются на растениях семейства Fagaceae (Quercus). Передние крылья с разделёнными у основания жилками R, M и Cu. Голени задней пары ног с 3 продольными рядами капюшоновидных сет (cucullate setae)
.

## Систематика
Род включён в трибу Smiliini. Род был назван в честь американского энтомолога Уильяма Харриса Эшмида (William Harris Ashmead, 1855—1908, Национальный музей естественной истории, Вашингтон, США).
- Ashmeadea carinata Stål